# Phlogochroa madecassa
Phlogochroa madecassa är en fjärilsart som beskrevs av Pierre E.L. Viette 1972. Phlogochroa madecassa ingår i släktet Phlogochroa och familjen nattflyn. Inga underarter finns listade i Catalogue of Life.